# Ichneumon helveticus
Ichneumon helveticus är en stekelart som först beskrevs av Maurice Pic 1899.  Ichneumon helveticus ingår i släktet Ichneumon och familjen brokparasitsteklar. Inga underarter finns listade i Catalogue of Life.